# Piatra runică de la Kingigtorssuaq
Piatra runică de la Kingigtorssuaq a fost găsită în 1824 într-un cairn, pe insula Kingigtortagdlit, în împrejurimile orașului Upernavik (Qaasuitsup) , din Vestul Groenlandei.

## Descriere
Pe această piatră runică sunt inscripționate texte vikinge în limba norvegiană veche din Groenlanda, datând probabil din secolul al XIII-lea, care vorbesc despre trei vikingi și construirea unui cairn de pietre, în apropiere, de către aceștia. Această piatră este cel mai nordic artefact viking descoperit vreodată. Ea marchează limita nordică a explorărilor vikingilor.

## Datare
Potrivit cercetătorilor, datarea acestei pietre variază între 1250 și 1330. 

## Conservare
Această piatră se află acum la Muzeul Național al Danemarcei din Copenhaga.